# Leighton Baines

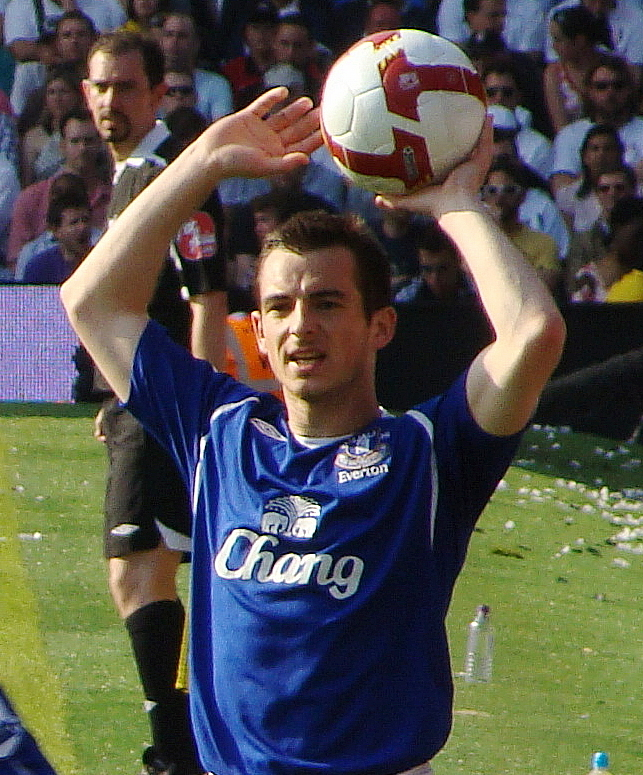
Leighton Baines, pregătindu-se de o aruncare de la margine în timpul meciului cu Fulham FC

Leighton Baines (n. 11 decembrie 1984 în Liverpool, Merseyside) este un fotbalist englez care evoluează la clubul Everton FC din Premier League.